# Список действующих чемпионов WWE
World Wrestling Entertainment (WWE) — крупнейший в мире рестлинг-промоушен. В данный момент в федерации действуют 16 титулов: 4 титула бренда Raw, 4 титула бренда SmackDown, 2 межбрендовых и 6 титулов в подготовительной площадке NXT. Ещё один титул анонсированы, но не разыгран.

## Титулы основного ростера
В главном ростере как на Raw, так и на SmackDown имеется по 4 титула - мировой, второстепенный, женский и командный. Так же 2 титула защищаются на обоих брендах.

#### Мировые титулы
В WWE разыгрывается два мировых титула.
Титул Неоспоримого Чемпиона WWE непрерывно разыгрывается под различными названиями с 1963 года, когда промоушен именовался World Wide Wrestling Federation (WWWF). Первым в истории Чемпионом WWWF стал Бадди Роджерс, который 25 апреля 1963 года в финале вымышленного турнира за титул, проходившего в Рио-де-Жанейро, одолел Антонио Рокко. За время существования титул был трижды объединён с другими мировыми чемпионствами - 9 декабря 2001 года с титулом Чемпиона WCW, 15 декабря 2013 года с титулом Чемпиона Мира в тяжёлом весе, 3 апреля 2022 года с титулом Чемпиона Вселенной WWE.
Титул принадлежит бренду SmackDown.
Титул Чемпиона Мира в тяжёлом весе разыгрывается с 2023 года. Ранее в WWE существовал титул с таким же названием, но официально существующий титул преемником чемпионства, существовавшего в 2002-2013 годах, не является. Первым чемпионом стал Сет Роллинс, который 27 мая 2023 года победил в финале турнира, завершившегося на шоу Night of Champions в Джидде (Саудовская Аравия), Эй Джей Стайлза.
Титул принадлежит бренду Raw.

#### Второстепенные титулы
Титул Интерконтинентального Чемпиона разыгрывается с 1979 года. Первым Интерконтинентальным чемпионом стал Пат Паттерсон, который 1 сентября 1979 года победил в финале вымышленного турнира, проходившем в Рио-де-Жанейро, победил Джони Родза. Титул Интерконтинентального Чемпиона многократно объединялся с другими второстепнными и менее значимыми титулами, а 20 октября 2002 года был объединён с титулом Чемпиона Мира в тяжёлом весе и был упразднён.
18 мая 2003 года титул был восстановлен - новым "первым" чемпионом стал Кристиан, который выиграл матч Баттл Роял среди 9 участников за вакантный титул на шоу Judgment Day.
Титул принадлежит бренду Raw.
Титул Чемпиона Соединённых Штатов разыгрывается с 1 января 1975 года, когда Харли Рейс победил в финале турнира Джонни Уивера. Изначально титул разыгрывался NWA, после чего с 1991 года вплоть до своего закрытия титул разыгрывался в WCW. 18 ноября 2001 года на шоу WWF Survivor Series (WWF к тому моменту выкупила все активы WCW) Чемпион Соединённых Штатов Эдж победил Интерконтинентального чемпиона Теста за объединение титулов, после чего Чемпионство Соединённых Штатов было упразднено.
Титул был восстановлен в 2003 году, когда новым "первым" Чемпионом Соединённых Штатов стал Эдди Герреро, победивший Криса Бенуа в финале турнира, завершившегося 27 июля 2003 года на шоу Vengeance.
Титул принадлежит бренду SmackDown.

#### Женские титулы
Титул Женской Чемпионки WWE разыгрывается с 2016 года. Чемпионство введено вместо упразднённого титула Чемпионки Див, но не является его продолжением. Первой Чемпионкой стала Шарлотт, которая 3 апреля 2016 года на шоу WrestleMania 32, будучи последней Чемпионкой Див, победила в трёхстороннем матче Бекки Линч и Сашу Бэнкс.
Титул принадлежит бренду SmackDown.
Титул Женской Чемпионки Мира был представлен 23 августа 2016 года как титул Женской Чемпионки SmackDown (по результатам Драфта действующая Женская Чемпионка WWE Шарлотт отправилась на бренд Raw). 11 сентября 2016 года на шоу Backlash Бекки Линч победила в шестистороннем матче на выбывание Алексу Блисс, Кармеллу, Наоми, Наталью и Никки Беллу и стала первой Женской Чемпионкой SmackDown.
Титул принадлежит бренду Raw.

#### Командные титулы
Титулы Командных Чемпионов Мира (не следует путать с одноимёнными титулами, существовавшими до 2009 года) ведёт историю с 2002 года, когда после первого разделения на бренды для SmackDown было введено Командное Чемпионство WWE. 20 октября 2002 года на шоу No Mercy Крис Бенуа и Курт Энгл победили в финале турнира Эджа и Рея Мистерио и стали первыми чемпионами. 5 апреля 2009 года на шоу WrestleMania 25 действующие Командные Чемпионы WWE Карлито и Примо победили действующих Командных Чемпионов Мира Джона Моррисона и Миза в матче за объединение титулов. С этого момента до 2016 года Командное Чемпионство WWE было единственным в компании пока на втором разделении на бренды действующие чемпионы Новый День оказались задрафтованы на Raw и, соответственно, титулы были переименованы в Командное Чемпионство Raw. С 15 апреля 2024 года титулы были переименованы в Командное Чемпионство Мира.
Титулы принадлежат бренду Raw.
Титулы Командных Чемпионов WWE (не следует путать с титулами Командных Чемпионов Мира, которые до 2016 года носили название Командных Чемпионов WWE) были представлены 23 августа 2016 года, когда действующие Командные Чемпионы WWE Новый День были задрафтованы на Raw. 11 сентября 2016 года на шоу Backlash Райно и Хит Слейтер победили в финале турнира Братьев Усо и стали первыми чемпионами.
Титулы принадлежат бренду SmackDown.

#### Межбрендовые титулы
Титулы Женских Командных Чемпионок было создано 24 декабря 2018 года. Разыгрывается не только на Raw и SmackDown, но и среди рестлерш NXT. Первое чемпионство было разыграно в матче Elimination Chamber на одноимённом шоу 17 февраля 2019 года. Команда Бэйли и Саши Бэнкс победили в матче с командами Тамины и Наи Джакс, Лив Морган и Сары Логан, Мэнди Роуз и Сони Девиль, Билли Кей и Пейтон Ройс а так же Наоми и Кармеллы.
Титула Чемпиона Speed разыгрывается в матчах с лимитом времени в 3 минуты, которые транслируются в социальной сети X. Первым чемпионом стал Рикошет, победивший в финале турнира Джонни Гаргано.

## Титулы подготовительной площадки
Титул Чемпиона NXT был учреждён 1 июля 2012 года и стал первым титулом, созданным для обновлённого NXT. 26 июля 2012 года на шоу NXT победив Джиндера Махала в финале турнира, Сет Роллинс стал первым в истории Чемпионом NXT.
Титул Чемпиона Северной Америки NXT был представлен 28 марта 2018 года на шоу NXT. Первым чемпионом стал Адам Коул победивший в шестистороннем матче с лестницами EC3, Киллиана Дэйна, Ларса Салливана, Рикошета и Велветин Дрима на шоу NXT TakeOver: New Orleans 7 апреля 2018 года.
Титул Женской Чемпионки NXT разыгрывается с 2013 года. Первой чемпионкой стала Пэйдж победившая в финале турнира Эмму на шоу NXT 20 июня 2013 года.
О создании титула Женской Чемпионки Северной Америки NXT было объявлено 6 апреля 2024 года. Первая чемпионка будет определена в турнире.
Титул Командных Чемпионов NXT был представлен 23 января 2013 года. Первыми чемпионами стали Адриан Невилл и Оливер Грей победившие в финале турнира Люка Харпера и Эрика Роуэна на шоу NXT 31 января 2013 года.
Кубок Наследия NXT был представлен 10 сентября 2020 года. Кубок имеет переходящий статус и защищается как любой другой титул. Все матчи за кубок проводятся по правилам британских раундов. Первый обладатель трофея определился в турнире, который проходил с 1 октября по 26 ноября 2020 года. Победителем и первым обладателем кубка стал Эй-Кид.

## Действующие чемпионы WWE на 11 декабря 2024 года
| Титул                                       | Порядковый номер чемпиона | Действующий чемпион | Действующий чемпион                     | Количество рейнов | Дата Выигрыша   | Длительность владения | Шоу, место проведения                                   | Примечание | Ссылки     |
| Титулы Raw                                  | Титулы Raw                | Титулы Raw          | Титулы Raw                              | Титулы Raw        | Титулы Raw      | Титулы Raw            | Титулы Raw                                              | Титулы Raw | Титулы Raw |
| ------------------------------------------- | ------------------------- | ------------------- | --------------------------------------- | ----------------- | --------------- | --------------------- | ------------------------------------------------------- | --- | ---------- |
| Чемпион Мира в тяжёлом весе                 | 4                         |                     | Гюнтер                                  | 1                 | 3 августа 2024  | 339                   | Summerslam Кливленд, Огайо                              | Победил Дамиана Приста | [ 1 ]      |
| Интерконтинентальный Чемпион                | 185                       |                     | Брон Брейккер                           | 1                 | 3 августа 2024  | 339                   | Summerslam Кливленд, Огайо                              | Победил Сами Зейна | [ 1 ]      |
| Женская Чемпионка Мира                      | 28                        |                     | Лив Морган                              | 2                 | 25 мая 2024     | 409                   | King and Queen of the Ring Джидда, Саудовская Аравия    | Победила Бекки Линч | [ 2 ]      |
| Интерконтинентальная чемпионка среди женщин | TBD                       |                     | [-]                                     | TBD               | TBD             | 189                   | TBA , TBA                                               | Raw от 25 ноября 2024. Первой чемпионкой станет победительница турнира, что начался 2 декабря 2024                                                   | [ 3 ]      |
| Командные Чемпионы Мира                     | 94                        |                     | Финн Балор и Джей Ди Макдона            | 1 (3, 1)          | 24 июня 2024    | 379                   | Raw Индианаполис, Индиана                               | Победили Миза и Р-Труфа | [ 4 ]      |
| Титулы SmackDown                            |                           |                     |                                         |                   |                 |                       |                                                         | |            |
| Неоспоримый Чемпион WWE                     | 147                       |                     | Коди Роудс                              | 1                 | 7 апреля 2024   | 457                   | WrestleMania XL, день 2 Филадельфия, Пенсильвания       | Победил Романа Рейнса в матче без дисквалификаций и отсчётов                                                                                         | [ 5 ]      |
| Чемпион Соединённых Штатов                  | 181                       |                     | Синсукэ Накамура                        | 3                 | 30 ноября 2024  | 220                   | Survivor Series: WarGames Ванкувер, Британская Колумбия | Победил Эл Эй Найта | [ 6 ]      |
| Женская Чемпионка WWE                       | 29                        |                     | Ная Джакс                               | 2                 | 3 августа 2024  | 339                   | Summerslam Кливленд, Огайо                              | Победила Бэйли | [ 1 ]      |
| Чемпионка Соединённых Штатов среди женщин   | 0                         |                     | [-]                                     | 0                 | 14 декабря 2024 | 206                   | Saturday Night's Main Event Юниондейл, Нью-Йорк (штат)  | SmackDown от 8 ноября 2024. Первой чемпионкой станет победительница турнира на Saturday Night's Main Event                                           | [ 7 ]      |
| Командные Чемпионы WWE                      | 35                        |                     | #DIY (Джонни Гаргано и Чиампа, Томмасо) | 2                 | 6 декабря 2024  | 214                   | SmackDown Миннеаполис, Миннесота                        | На выпуске SmackDown 6 декабря #DIY (Джонни Гаргано и Томмасо Чиампа) победили бывших чемпионов Motor City Machine Guns (Крис Сабин и Алекс Шелли) . | [ 8 ]      |
| Межбрендовые титулы                         |                           |                     |                                         |                   |                 |                       |                                                         | |            |
| Женские Командные Чемпионки                 | 27                        |                     | Бьянка Белэр и Джейд Каргилл            | 2 (2, 2)          | 31 августа 2024 | 311                   | Bash in Berlin Берлин, Германия                         | Победили Альбу Файр и Айлу Доун. | [ 9 ]      |
| Чемпион Speed                               | 2                         |                     | Андраде                                 | 1                 | 14 июня 2024    | 389                   | Speed Луизвилл, Кентукки                                | Победил Рикошета | [ 10 ]     |
| Титулы NXT                                  |                           |                     |                                         |                   |                 |                       |                                                         | |            |
| Чемпион NXT                                 | 30                        |                     | Итан Пейдж                              | 1                 | 7 июля 2024     | 366                   | Heatwave Торонто, Канада                                | Победил Шона Спирса, Дже`Вон Эванса и действующего чемпиона Трика Уильямса в четырёхстороннем матче.                                                 | [ 11 ]     |
| Чемпион Северной Америки NXT                | 22                        |                     | Оба Феми                                | 1                 | 9 января 2024   | 546                   | NXT Орландо, Флорида                                    | Победил Дракона Ли реализовав свой контракт NXT Breakout Tournament сразу после того, как Дракон Ли защитил титул в матче с Лексисом Кингом          | [ 12 ]     |
| Женская Чемпионка NXT                       | 20                        |                     | Роксана Перес                           | 2                 | 6 апреля 2024   | 458                   | Stand & Deliver Филадельфия, Пенсильвания               | Победила Лайру Валькирию | [ 13 ]     |
| Женская Чемпионка Северной Америки NXT      | 1                         |                     | Келани Джордан                          | 1                 | 9 июня 2024     | 394                   | Battleground Энтерпрайз, Невада                         | Победила Сол Рука, Лэш Ледженд, Фэллон Хенли, Джаиду Паркер и Мичин в инаугурационном матче с лестницами.                                            | [ 14 ]     |
| Командные Чемпионы NXT                      | 38                        |                     | Нейтон Фрейзер и Аксиом                 | 2 (2, 2)          | 1 сентября 2024 | 310                   | No Mercy Денвер, Колорадо                               | Победили Андре Чейса и Риджа Холланда. | [ 15 ]     |
| Кубок Наследия NXT                          | 10                        |                     | Чарли Демпси                            | 2                 | 13 августа 2024 | 329                   | NXT Орландо, Флорида                                    | Победил Тони Д`Анжело в матче по правилам британский раундов                                                                                         | [ 16 ]     |

## Большие матчи и турниры
Матч Королевская битва проводится с 1988 года на одноимённом шоу. Начиная с 1993 года победитель матча становился претендентом на титул Чемпиона WWE в главном матче Wrestlemania. В периоды, когда в компании разыгрываются два мировых титула, победитель имеет право выбора за какой из поясов он будет бороться на главном шоу года.
С 2018 года на шоу Королевская битва аналогично мужскому матчу стал проводиться женский. Победительница женского матча получает право на бой за титул Женской Чемпионки.
Матч Money in the Bank проводится с 2005 года. Изначально матч был частью Wrestlemania, но начиная с 2010 года стал проводиться на одноимённом шоу. В матче принимает участие несколько борцов, каждый из которых должен используя лестницу снять висящий над рингом кейс с контрактом Money in the Bank. Победитель получает право на проведение матча за любой титул по своему выбору в любой момент в течение года по прошествии матча.
С 2017 года аналогичный матч проводится среди женщин.
Турнир по олимпийской системе Король Ринга нерегулярно проводится с 1985 года. В 2021 году в рамках одноимённого шоу был проведён первый турнир Королевская Корона (ныне - Королева Ринга) - аналог Короля Ринга среди женщин. С 2024 года победители мужского и женского турниров получают право на матч за мировой и, соответственно, женский титулы на SummerSlam.
Мемориальный Баттл Роял Андре Гиганта проводится с 2014 года на Wrestlemania или в неделю главного шоу года.
Турнир по олимпийской системе Командная Классика Дасти Роудса впервые был проведён в 2015 году, с 2019 года победители турнира получают право на матч за Командное Чемпионство NXT.
Турнир по олимпийской системе NXT Breakout проводится на подготовительной площадке NXT. Первый турнир был проведён в 2019 году. Победитель турнира, аналогично победителю матча Money in the Bank, получает право на проведение матча за любой титул NXT по своему выбору в любой момент. Проводятся как мужской, так и женский турниры.

## Последние победители больших матчей и турниров
| Матч / Турнир                         | Победитель матча / турнира | Победитель матча / турнира   | Дата матча / финала | Шоу, место проведения                                | Примечания | Последствия | Ссылки        |
| ------------------------------------- | -------------------------- | ---------------------------- | ------------------- | ---------------------------------------------------- | --- | --- | ------------- |
| Мужская Королевская Битва             |                            | Коди Роудс                   | 27 января 2024      | Royal Rumble Сент-Питерсберг, Флорида                | Вышел под №15 и провёл в матче 43 минуты 19 секунд. В ходе матча элиминировал четверых соперников - Остина Тиори, Шинске Накамуру, Гюнтера и, последним, Си Эм Панка.                                                     | В главном событии второго дня Wrestlemania XL в матче без дисквалификаций и отсчётов победил Романа Рейнса и стал новым Неоспоримым Чемпионом WWE.                                                      | [ 17 ] [ 5 ]  |
| Женская Королевская Битва             |                            | Бэйли                        | 27 января 2024      | Royal Rumble Сент-Питерсберг, Флорида                | Вышла под №3 и провёла в матче 1 час 03 минуты 03 секунды. В ходе матча элиминировала семерых соперниц - Инди Хартвелл, Кэндис Ле Рей, Тиган Нокс, Максин Дюпри, Бьянку Белэр, Тиффани Стрэттон и, последней, Лив Морган. | Во второй день Wrestlemania XL победила Ийо Скай и стала новой Женской Чемпионкой WWE. | [ 17 ] [ 5 ]  |
| Мужской Money in the Bank             |                            | Дрю Макинтайр                | 6 июля 2024         | Money in the Bank Торонто, Канада                    | В матче также принимали участие Андраде, Кармело Хейс, Чед Гейбл, Джей Усо и Эл Эй Найта. | Реализовал контракт в тот же вечер вмешавшись в матч между Дамианом Пристом и Сетом Роллинсом за титул Чемпиона мира в тяжёлом весе, но победить в матче не смог.                                       | [ 18 ]        |
| Женский Money in the Bank             |                            | Тиффани Стрэттон             | 6 июля 2024         | Money in the Bank Торонто, Канада                    | В матче также принимали участие Челси Грин, Ийо Скай, Лайра Валькирия, Наоми и Зои Старк. | В настоящий момент контракт не реализован. | [ 18 ]        |
| Король Ринга                          |                            | Гюнтер                       | 25 мая 2024         | King and Queen of the Ring Джидда, Саудовская Аравия | В финале турнира победил Рэнди Ортона. | На SummerSlam победил Дамиана Приста и стал новым чемпионом мира в тяжёлом весе. | [ 2 ] [ 1 ]   |
| Королева Ринга                        |                            | Ная Джакс                    | 25 мая 2024         | King and Queen of the Ring Джидда, Саудовская Аравия | В финале турнира победила Лайру Валькирию. | На SummerSlam победила Бэйли и стала новой Женской Чемпионкой WWE. | [ 2 ] [ 1 ]   |
| Мемориальный Баттл Роял Андре Гиганта |                            | Бронсон Рид                  | 5 апреля 2024       | SmackDown Филадельфия, Пенсильвания                  | Последним был элиминирован Ивар. | | [ 19 ]        |
| Командная Классика Дасти Роудса       |                            | Барон Корбин и Брон Брейккер | 4 февраля 2024      | Vengeance Day Кларксвилл, Теннеси                    | По ходу турнира победили команды Марка Коффи и Вольфганга (четвертьфинал), Нейтона Фрейзера и Аксиома (полуфинал) и Кармело Хейса и Трика Уилльямса (финал).                                                              | На шоу NXT 13 февраля 2024 победили Тони Д'Анджело и Ченнинга Лоренцо и стали новыми Командными Чемпионами NXT.                                                                                         | [ 20 ] [ 21 ] |
| Мужской NXT Breakout                  |                            | Оба Феми                     | 2 января 2024       | New Year's Evil Орландо, Флорида                     | По ходу турнира победил Майлеса Борна (четвертьфинал), Тавиона Хайеса (полуфинал) и Райли Осборна (финал). | На шоу NXT 9 января 2024 победил Дракона Ли сразу после того, как тот защитил титул в матче с Лексисом Кингом и стали новым Чемпионом Северной Америки NXT.                                             | [ 22 ] [ 23 ] |
| Женский NXT Breakout                  |                            | Лола Вайс                    | 31 октября 2023     | Halloween Havoc, день 2 Орландо, Флорида             | По ходу турнира победила Дани Пальмер (четвертьфинал), Кармен Петрович (полуфинал) и Келани Джордан (финал). | На шоу NXT Vengeance Day по ходу матча за титул Женской Чемпионки NXT между Лайрой Валькирией и Роксаной Перес реализовала право на матч, превратив его в трёхсторонний, но победить в матче не смогла. | [ 24 ] [ 20 ] |